# Гисар Валенсия, Рафаэль
Его Преосвященство епископ  Рафаэ́ль Ги́сар Вале́нсия  (исп. Rafael Guízar Valencia; 26 апреля 1878, Котиха-де-ла-Пас, Мичоакан — 6 июня 1938, Мехико) — святой Римско-католической церкви, епископ, член католической конгрегации «Рыцари Колумба».

## Биография
В 1901 году был рукоположён в священника. В 1910 году из-за антиклерикальных преследований мексиканских властей во время Мексиканской революции был вынужден эмигрировать из Мексики в США. Служил священником в Гватемале и на Кубе. В 1915 году был заочно приговорен мексиканским судом к смертной казни через расстрел. Во время пребывания на Кубе был рукоположён в епископа города Веракрус. В 1920 году вернулся на Родину.
Будучи епископом, уделял особое внимание воспитанию семинаристов, основав действовавшую в течение 15 лет подпольную Духовную семинарию в Мехико, которая в то время была единственной семинарией в Мексике. 16 августа 1923 года вступил в католическую конгрегацию «Рыцари Колумба». В 1927 году был вынужден снова покинуть Мексику из-за преследований антиклерикальных властей. Его племянник (сын сестры) Хесус Дегольядо был одним из предводителей восстания кристерос. Благодаря помощи и покровительству Конгресса США, который оказал давление на мексиканского президента Плутарко Элиаса Кальеса, в 1929 году ему удалось вернуться в Мексику.
Рафаэль Гисар Валенсия умер 6 июня 1938 года.

## Прославление
29 января 1995 года был причислен к лику блаженных римским папой Иоанном Павлом II, 15 октября 2006 года был причислен к лику святых римским папой Бенедиктом XVI.
День памяти в католической церкви — 6 июня.